# Ден на краля
Конигсдаг (на нидерландски: Konigsdag – Ден на краля) или Конингинедаг (Koninginnedag – Ден на кралицата; Конингинедаг) е национален празник в Нидерландия (включително „специалните общини на Карибите“), в Кюрасао, Синт Мартен и Аруба.
На този ден нидерландците празнуват рождения ден краля или кралицата. От 2014 г. той се провежда в чест на крал Вилем-Александър на 27 април (26 април, ако на 27 април е неделя). До 2013 г. се наричаше Конингинедаг и обикновено се провеждаше на 30 април всяка година.
По този повод много холандци се обличат в оранжево (цвят на кралската династия Ораниен-Насау) и празнуват в цялата страна с паради, народни фестивали и концерти. Характерни са битпазарите, където всеки има право да продава. Приходите за този ден са необлагаеми. Освен Амстердамския гей прайд, Конигсдагът в Амстердам е най-голямото фестивално събитие. В някои градове в навечерието на Конигсдага се празнува също „Нощта на краля“ (нидерл.: Koningsnacht).

## История

### Принсеседаг и Конингинедаг при кралица Вилхелмина и Юлиана (1889 – 1980)
През 1889 г. денят се отбелязва за първи път като „Ден на принцесата“, по случай рождения ден на принцеса Вилхелмина на 31 август. Денят е въведен от тогавашното правителство, за да утвърди националното единство и да замести местните празници по случай събирането на жътвата. След смъртта на крал Вилхелм III на 23 ноември 1890 г. короната преминава към Вилхелмина и така през 1891 г. се чества първият „Ден на кралицата“. Кралица Вилхелмина и семейството ѝ не присъстват на тържествата. Тъй като Денят на кралицата е и последният ден от училищните ваканции, той също се превръща в празник за децата.
Когато принцеса Юлиана е интронирана като кралица през септември 1948 г., конингинедаг през 1949 г. е преместен на деня на рождения ѝ ден – 30 април. Гражданите почитат кралицата и нейното семейство с километрово дифеле по стъпалата на двореца Сустдейк с цветя и подаръци. Тази сцена с цветя се излъчва по телевизията от средата на 1950-те години. Едва по време на управлението на кралица Юлиана Денят на кралицата е обявен за официален празник. Когато 30 април се падал в неделя, празникът преди бил отлаган за понеделник и тогава съвпадал с Деня на труда. От 1980 г. в такъв случай се издърпва един ден напред и се отбелязва в съботата.

### Конингинедаг при управлението на кралица Беатрикс (1981 – 2012)
В нейната реч от трона по повод възкачването ѝ на трона на 30 април 1980 г. кралица Беатрикс постановява, че 30 април трябва да остане национален празник в памет на майка ѝ, кралица Юлиана. Практическо съображение на решението, датата на празника да се остави на 30 април и да не се премества на 31 януари, когато е истинският рожден ден на Беатрикс, е, че така празничните събития на Деня на кралицата ще се провеждат предимно на открито и метеорологичните условия в края на април обикновено са по-благоприятни за тази цел. Тя също решава, че гражданите не трябва да идват при нея, а че тя вместо това ще отиде при гражданите. От 1981 г. насам вече няма дефиле пред двореца, а кралицата и семейството ѝ присъствали на тържествата в две общини на една провинция. Това посещение е излъчено на живо по радиото и телевизията от NOS, докато страната празнува с пъстри знамена и улични фестивали с музика и „Oranje-Bitter” (вид оранжев на цвят ликьор).
През 1987 г. на Конингинедаг се състои последното дифеле в двореца Сустдейк по случай златната сватба на кралица Юлиана и принц Бернхард.
През 1988 г. кралица Беатрикс предизвика сензация, когато без предварително обявление се появява заедно с кралското семейство в Амстердам след официалните тържества на Конингинедаг и празнува там с гражданите, въпреки че първоначално се смятало, че това всъщност е неин двойник. През 2001 г. Беатрикс за първи и единсвен път по време на нейното управление не прави публични изявления на Конингинедаг, когато посещенията в градовете Мепел и Хогевиен (провинция Дренте) са били отменени поради огнището на шапа.
От средата на 1990-те години тази празнична церемония редовно излиза извън контрол с прекомерната консумация на алкохол в големите нидерландски градове. Поради това кралицата се застъпва за отговорна консумация на алкохол. През 2009 г. е договорено, предлагането на алкохол да бъде разрешено едва от 11:30 часа, за да се избегне нарушаването на гледката на празника от тълпите пияници.
Атентат в Апелдорн през 2009 г.
На Конингинедаг на 30 април 2009 г. в Апелдорн на парад в чест на кралицата в 11:51 ч. един 38-годишен нидерландец се забива умишлено с висока скорост с черното си Сузуки Суифт в тълпа от хора, като има седем мъртви и девет ранени души. Шофьорът първо преминава през бариерите, завлачва няколко души и накрая се завива в един паметник. По това време отвореният автобус (кабриолет) с кралското семейство на борда само на около 15 метра на отсрещната страна на улицата.
След анализиране на телевизионни кадри полицията предполага, че случилото се е било атентат, тъй като водачът не се е опитал да се спаси и да излезе от превозното средство. По време на първия разпит на атентатора, той потвърждава, че кралското семейство е била истинската му цел. Тежко раненият извършител почива в болницата през нощта след атентата.
Планираното за следобеда дифеле в двореца Хет Лоо в гр. Апелдорн по случай 100-тния рожден ден на кралица Юлиана († 20 март 2004 г.) е отменено поради атентата, както и много други тържества в цялата страна. Знамената са спуснати наполовина. Партията на труда отказа също всички тържества за 1 май.

### Конингсдаг при крал Вилем-Александър (от 2014 г.)
Кралица Беатрикс абдикира на 30 април 2013 г. в полза на сина си Вилем-Александър. Заради него празникът се нарича от 2014 г. Конингсдаг и се чества на 27 април – рождения ден на Вилем-Александър. През 2014 г. Конингсдаг е отбелязан още на 26 април, защото 27 април се пада в неделя.
На Конингсдаг крал Вилем-Александър и семейството му посещават по община, която изпълнява централна функция в региона. Градът или селото и околните населени места се опитват да се представят от най-добрата си страна на този ден, например с улични фестивали, музикални представления и приноси от асоциации и организации от региона. Посещението на кралското семейство в дадена община се излъчва на живо по телевизията.
Посещения на крал Вилем-Александър на Конингсдаг
- 2014: Амстелвен и Графт-Де Рейп.
- 2015: Дордрехт
- 2016: Зволе
- 2017: Тилбург
- 2018: Гронинген
- 2019: Амерсфорт
- 2020: няма посещение поради пандемията на коронавируса